# Nanping
Nanping is een stadsprefectuur in het noordwesten van de zuidelijke provincie Fujian, Volksrepubliek China. Het grenst in het oosten aan Ningde en in het zuiden aan Sanming.

## Bestuurlijke verdeling
Stadsprefectuur Nanping is verdeeld in 1 district, 4 stadsarrondissementen en 5 arrondissementen.
- Yanping District (延平区)
- Shaowu City (邵武市)
- Wuyishan City (武夷山市)
- Jian'ou City (建瓯市)
- Jianyang City (建阳市)
- Shunchang County (顺昌县)
- Pucheng County (浦城县)
- Guangze County (光泽县)
- Songxi County (松溪县)
- Zhenghe County (政和县)

## Geboren
- Xue Chen (1989), beachvolleyballer